# Campionati italiani di sci alpino 1991
Ai Campionati italiani di sci alpino 1991, disputati a Pila, furono assegnati i titoli di supergigante, slalom gigante e slalom speciale, maschili e femminili, e di discesa libera femminile.

## Risultati

### Uomini

#### Supergigante
| Pos. | Atleta            | Nazione |
| ---- | ----------------- | ------- |
| 1    | Peter Runggaldier | Italia  |
| 2    | Alex Mair         | Italia  |
| 3    | Kristian Ghedina  | Italia  |

#### Slalom gigante
| Pos. | Atleta            | Nazione |
| ---- | ----------------- | ------- |
| 1    | Alberto Tomba     | Italia  |
| 2    | Roberto Spampatti | Italia  |
| 3    | Gianfranco Martin | Italia  |

#### Slalom speciale
| Pos. | Atleta          | Nazione |
| ---- | --------------- | ------- |
| 1    | Alberto Tomba   | Italia  |
| 2    | Christian Polig | Italia  |
| 3    | Carlo Gerosa    | Italia  |

### Donne

#### Discesa libera
| Pos. | Atleta            | Nazione |
| ---- | ----------------- | ------- |
| 1    | Michaela Marzola  | Italia  |
| 2    | Barbara Frizzarin | Italia  |
| 3    | Barbara Merlin    | Italia  |

#### Supergigante
| Pos. | Atleta             | Nazione |
| ---- | ------------------ | ------- |
| 1    | Deborah Compagnoni | Italia  |
| 2    | Barbara Merlin     | Italia  |
| 3    | Michaela Marzola   | Italia  |

#### Slalom gigante
| Pos. | Atleta             | Nazione |
| ---- | ------------------ | ------- |
| 1    | Deborah Compagnoni | Italia  |
| 2    | Marcella Biondi    | Italia  |
| 3    | Lara Magoni        | Italia  |

#### Slalom speciale
| Pos. | Atleta             | Nazione |
| ---- | ------------------ | ------- |
| 1    | Giovanna Gianera   | Italia  |
| 2    | Morena Gallizio    | Italia  |
| 3    | Deborah Compagnoni | Italia  |